# Arthur Godfrey
Arthur Morton Godfrey (New York, 31 augustus 1903 - aldaar, 16 maart 1983) was een Amerikaanse zanger, acteur, radio- en tv-presentator.

## Jeugd
Godfrey groeide op in New York. Na enkele jaren bij de marine en later de kustwacht trad hij op het einde van de jaren 20 in Baltimore op bij een talentenjacht, waardoor hij een eigen wekelijks radioprogramma mocht presenteren.

## Carrière
Later begon hij te werken voor NBC en verhuisde naar Washington D.C. Door zijn manier om de luisteraars als individuele personen aan te spreken, in plaats van als menigte, werd hij al spoedig een regionale ster. Bovendien presenteerde hij niet alleen, maar zong nog bijkomstig en speelde hij ukelele.
In 1934 veranderde hij van werkkring en werkte dan voor CBS Radio, waar hij dagelijks zijn eigen show Arthur Godfrey's Sun Dial presenteerde. Tijdens de jaren 1940 werkte hij mee aan verschillende programma's van CBS en tijdens de Tweede Wereldoorlog diende hij, uit hoofde van zijn bekendheid met Franklin Delano Roosevelt, bij de United States Navy Reserves. Zijn verslag van de begrafenis van president Roosevelt in 1945 maakte grote indruk.
Aan het einde van het decennium leidde hij het radioprogramma Arthur Godfrey's Time, dat in 1948 bijkomend op televisie ging lopen. Het programma bevatte interviews met sterren en optredens van verschillende bekende zangers en groepen, waaronder The Jubalaires. In 1937 werd Godfrey lid van de bond van vrijmetselaars.
Van 1948 tot 1958 presenteerde hij Arthur Godfrey's Talent Scouts, een programma waarin verschillende veelbelovende zangers en zangeressen optraden, waarvan velen later ook beroemd werden. In het daarop volgende jaar kwam met Arthur Godfrey and his Friends een gelijksoortige show erbij. Aan het begin van de jaren 1950 bereikten deze programma's het toppunt van hun succes, maar vanaf het midden van het decennium nam dit succes geleidelijk weer af.
Godfrey maakte ook talrijke platen. Zijn grootste succes had hij in 1947 met het nummer Too Fat Polka (You Can Have Her, I Don't Want Her, She's Too Fat For Me), dat de 6e plaats bereikte in de Amerikaanse hitlijst en 16 weken in de top 10 bleef.
In 1959 werd bij Godfrey longkanker vastgesteld, waarvan hij genezen kon worden. Hij vervolgde zijn werk als presentator van Arthur Godfreys Time, echter alleen nog bij de radio. Het programma zou pas in 1972 worden beëindigd.

## Overlijden
Arthur Godfrey overleed in maart 1983 op 82-jarige leeftijd in New York aan longemfyseem.

## Filmografie
- 1953: Flying with Arthur Godfrey
- 1966: The Glass Bottom Boat

- Biblioteca Nacional de España: XX5442625
- CiNii: DA05472007
- Gemeinsame Normdatei: 140669019
- International Standard Name Identifier: 0000 0000 8260 6743
- Library of Congress Control Number: n88027691
- MusicBrainz: a75cea7a-7bc1-4300-ab4f-637f81f614df
- National Archives and Records Administration: 10571555
- Nationale bibliotheek van Australië: 35698796
- Istituto Centrale per il Catalogo Unico: DDSV329711
- SNAC: w6p0903s
- Système universitaire de documentation: 152322213
- Trove: 1047646
- Virtual International Authority File: 70469399
- WorldCat: E39PBJhRMfr3vgCdDT6v7648YP